# Team Europcar/2015
Deze pagina geeft een overzicht van de wielerploeg Team Europcar in  2015.

## Algemeen
Hoofdsponsor: Europcar
Algemeen manager: Jean-René Bernaudeau
Ploegleiders: Dominique Arnould, Benoît Genauzeau, Lylian Lebreton, Ismaël Mottier, Andy Flickinger
Fietsen: Colnago
Kopman: Pierre Rolland

## Transfers
| Inkomend           | Team 2014 | Uitgaand         | Team 2015       |
| ------------------ | --------- | ---------------- | --------------- |
| Guillaume Thévenot | Vendée U  | Davide Malacarne | Astana Pro Team |
| Thomas Boudat      | Vendée U  | Natnael Berhane  | MTN-Qhubeka     |
| Julien Morice      | Vendée U  | Björn Thurau     | Bora-Argon 18   |
|                    |           | Kévin Reza       | FDJ             |
|                    |           | Christophe Kern  | Gestopt         |

## Renners
| Naam                | Geboortedatum | Nationaliteit | Ploeg 2014 |
| ------------------- | ------------- | ------------- | ---------- |
| Yukiya Arashiro     | 22-09-1984    | Japan         |            |
| Giovanni Bernaudeau | 25-08-1983    | Frankrijk     |            |
| Thomas Boudat       | 24-02-1994    | Frankrijk     | Vendée U   |
| Bryan Coquard       | 25-04-1992    | Frankrijk     |            |
| Jérôme Cousin       | 05-06-1989    | Frankrijk     |            |
| Dan Craven          | 01-02-1983    | Namibië       |            |
| Antoine Duchesne    | 12-09-1991    | Canada        |            |
| Jimmy Engoulvent    | 07-12-1979    | Frankrijk     |            |
| Cyril Gautier       | 26-09-1987    | Frankrijk     |            |
| Yohann Gène         | 25-06-1981    | Frankrijk     |            |
| Romain Guillemois   | 28-03-1991    | Frankrijk     |            |
| Tony Hurel          | 01-11-1987    | Frankrijk     |            |
| Fabrice Jeandesboz  | 04-12-1984    | Frankrijk     |            |
| Vincent Jérôme      | 26-11-1984    | Frankrijk     |            |
| Morgan Lamoisson    | 07-09-1988    | Frankrijk     |            |
| Yannick Martinez    | 04-05-1988    | Frankrijk     |            |
| Maxime Méderel      | 19-08-1980    | Frankrijk     |            |
| Julien Morice       | 20-07-1991    | Frankrijk     | Vendée U   |
| Bryan Nauleau       | 17-03-1988    | Frankrijk     |            |
| Alexandre Pichot    | 06-02-1983    | Frankrijk     |            |
| Perrig Quéméneur    | 26-04-1984    | Frankrijk     |            |
| Pierre Rolland      | 10-10-1986    | Frankrijk     |            |
| Romain Sicard       | 01-01-1988    | Frankrijk     |            |
| Guillaume Thévenot  | 13-09-1993    | Frankrijk     | Vendée U   |
| Angélo Tulik        | 02-12-1990    | Frankrijk     |            |
| Thomas Voeckler     | 22-06-1979    | Frankrijk     |            |

## Overwinningen
Namibisch kampioenschap
Wegrit: Dan Craven
Ster van Bessèges
3e etappe: Bryan Coquard
Classica Corsica
Winnaar: Thomas Boudat
Ronde van Castilië en León
3e etappe: Pierre Rolland
Eindklassement: Pierre Rolland
Vierdaagse van Duinkerke
1e etappe: Bryan Coquard
Ronde van Rhône-Alpes Isère
3e etappe: Fabrice Jeandesboz
Route du Sud
2e etappe: Bryan Coquard
4e etappe: Bryan Coquard
2000 · 2001 · 2002 · 2003 · 2004 · 2005 · 2006 · 2007 · 2008 · 2009 · 2010 · 2011 · 2012 · 2013 · 2014 · 2015 · 2016 · 2017 · 2018 · 2019 · 2020 · 2021 · 2022 · 2023 · 2024 · 2025